# Associazione Calcio Hellas Verona 1982-1983
Questa voce raccoglie le informazioni riguardanti l'Associazione Calcio Hellas Verona nelle competizioni ufficiali della stagione 1982-1983.

## Stagione
La società viene acquistata in toto da Ferdinando Chiampan, distributore per l'Italia dello sponsor Canon, mantenendo nel ruolo di presidente Tino Guidotti.
Dopo aver vinto il campionato di Serie B, il neopromosso Verona disputa un campionato di grande livello.
Due sconfitte all'inizio, poi una serie di 17 risultati utili consecutivi fanno sognare la squadra scaligera che al termine del girone di andata si trova seconda a un solo punto dalla Roma capolista. I risultati altalenanti delle ultime 10 giornate retrocederanno la squadra al quarto posto, che le garantirà comunque una sorprendente qualificazione alla Coppa Uefa dell'anno successivo.
Anche in Coppa Italia il cammino fu esaltante, con autentiche imprese come la rimonta a Milano con il Milan nei quarti di finale, recuperando per tre volte lo svantaggio, e soprattutto con l'impresa di Torino in semifinale quando, dopo aver perso in casa la gara d'andata con i granata.
Nel ritorno, subito in svantaggio, i gialloblu ribalteranno il risultato qualificandosi alla finale contro la Juventus, con la quale verranno battuti solamente all'ultimo minuto dei tempi supplementari della gara di ritorno da un gol di Michel Platini.
In Mitropa Cup invece, manifestazione snobbata alla fine dal Verona e giocata spesso con le seconde linee, gli scaligeri si classificheranno ultimi senza mai vincere un match.

## Divise e sponsor
Il fornitore ufficiale di materiale tecnico fu Adidas, mentre lo sponsor ufficiale fu Canon.
| Casa | Trasferta |

## Organigramma societario
Area direttiva
- Presidente: Celestino Guidotti
- Segretario: Enzo Bertolini

Area sanitaria
- Medico sociale: Giuseppe Costa
- Massaggiatore: Francesco Stefani

Area tecnica
- Direttore sportivo: Emiliano Mascetti
- Allenatore: Osvaldo Bagnoli
- Allenatore in seconda: Antonio Lonardi
- Allenatore Primavera: Domenico Casati

## Rosa
| N. |                    | Ruolo | Calciatore           |
| -- | ------------------ | ----- | -------------------- |
|    | Italia (bandiera)  | P     | Claudio Garella      |
|    | Italia (bandiera)  | P     | Alberto Torresin     |
|    | Italia (bandiera)  | P     | Nereo Bonato         |
|    | Italia (bandiera)  | D     | Alberto Cavasin      |
|    | Italia (bandiera)  | D     | Luciano Marangon (I) |
|    | Italia (bandiera)  | D     | Emidio Oddi          |
|    | Italia (bandiera)  | D     | Nicola Silvestrini   |
|    | Italia (bandiera)  | D     | Luciano Spinosi      |
|    | Italia (bandiera)  | D     | Franco Tommasi       |
|    | Italia (bandiera)  | D     | Roberto Tricella     |
|    | Polonia (bandiera) | D     | Władysław Żmuda      |
|    | Italia (bandiera)  | C     | Davide Castagna      |
|    | Italia (bandiera)  | C     | Antonio Di Gennaro   |

| N. |                    | Ruolo | Calciatore         |
| -- | ------------------ | ----- | ------------------ |
|    | Brasile (bandiera) | C     | Dirceu             |
|    | Italia (bandiera)  | C     | Pietro Fanna       |
|    | Italia (bandiera)  | C     | Adriano Fedele     |
|    | Italia (bandiera)  | C     | Mario Guidetti     |
|    | Italia (bandiera)  | C     | Francesco Guidolin |
|    | Italia (bandiera)  | C     | Luigi Sacchetti    |
|    | Italia (bandiera)  | C     | Domenico Volpati   |
|    | Italia (bandiera)  | A     | Flavio Fiorio      |
|    | Italia (bandiera)  | A     | Mauro Gibellini    |
|    | Italia (bandiera)  | A     | Luigi Manueli      |
|    | Italia (bandiera)  | A     | Domenico Penzo     |
|    | Italia (bandiera)  | A     | Roberto Quarella   |
|    | Italia (bandiera)  | A     | Ezio Sella         |

## Calciomercato

### Sessione estiva
| Acquisti | Acquisti            | Acquisti        | Acquisti               |
| R.       | Nome                | da              | Modalità               |
| -------- | ------------------- | --------------- | ---------------------- |
| P        | Alberto Torresin    | Conegliano      | definitivo             |
| D        | Luciano Marangon    | Roma            | definitivo (700 mln £) |
| D        | Luciano Spinosi     | Roma            | definitivo             |
| D        | Wladyslaw Zmuda     | Widzew Łódź     | definitivo             |
| C        | Dirceu              | Atlético Madrid | definitivo (400 mln £) |
| C        | Pietro Fanna        | Juventus        | definitivo (1,2 mld £) |
| C        | Mario Guidetti      | Napoli          | definitivo             |
| C        | Giacomo Piangerelli | Avellino        | definitivo             |
| C        | Luigi Sacchetti     | Fiorentina      | definitivo             |
| C        | Domenico Volpati    | Brescia         | definitivo             |
| A        | Nicola D'Ottavio    | Avellino        | definitivo             |

| Cessioni | Cessioni               | Cessioni       | Cessioni      |
| R.       | Nome                   | a              | Modalità      |
| -------- | ---------------------- | -------------- | ------------- |
| P        | Aldo Vannoli           | Foggia         | definitivo    |
| D        | Sergio Guidotti        | Ospitaletto    | definitivo    |
| D        | Franco Ipsaro Passione | Sambenedettese | definitivo    |
| D        | Giuseppe Lelj          | Reggiana       | definitivo    |
| C        | Mauro Marmaglio        | Palermo        | definitivo    |
| C        | Carlo Odorizzi         | Palermo        | definitivo    |
| C        | Giacomo Piangerelli    | Cavese         | definitivo    |
| C        | Pellegrino Valente     | Avellino       | definitivo    |
| A        | Nicola D'Ottavio       | Campobasso     | definitivo    |
| A        | Sauro Fattori          | Fiorentina     | fine prestito |

### Sessione autunnale
| Acquisti | Acquisti   | Acquisti | Acquisti     |
| R.       | Nome       | da       | Modalità     |
| -------- | ---------- | -------- | ------------ |
| A        | Ezio Sella | Bologna  | comproprietà |

| Cessioni | Cessioni           | Cessioni  | Cessioni     |
| R.       | Nome               | a         | Modalità     |
| -------- | ------------------ | --------- | ------------ |
| D        | Alberto Cavasin    | Catanzaro | definitivo   |
| C        | Francesco Guidolin | Bologna   | comproprietà |
| A        | Mauro Gibellini    | Bologna   | definitivo   |

## Risultati

### Serie A

#### Girone di andata
| Arbitro: | Longhi (Roma) |

|             |           |                          |
| Volpati 35’ | Marcatori | 19’ Altobelli 22’ Müller |

| Arbitro: | Pieri (Genova) |

|                          |           |  |
| Di Bartolomei 90’ (rig.) | Marcatori |  |

| Arbitro: | Casarin (Milano) |

|                        |           |           |
| Fanna 63’ Tricella 89’ | Marcatori | 90’ Rossi |

| Arbitro: | Menicucci (Firenze) |

|  |           |                    |
|  | Marcatori | 85’ (aut.) Testoni |

| Arbitro: | Mattei (Macerata) |

|                                        |           |  |
| Penzo 14’ Di Gennaro 80’ Gibellini 90’ | Marcatori |  |

| Arbitro: | Lanese (Messina) |

|  |           |           |
|  | Marcatori | 65’ Penzo |

| Arbitro: | Vitali (Bologna) |

|                           |           |              |
| Penzo 30’, 33’ Dirceu 71’ | Marcatori | 55’ Borrello |

| Udine 31 ottobre 1982 8ª giornata | Udinese          | 0 – 0 | Verona | Stadio Friuli\| Arbitro: \| Casarin (Milano) \| |
| Arbitro:                          | Casarin (Milano) |       |        |                                                 |

| Arbitro: | Menicucci (Firenze) |

|                           |           |                              |
| Monelli 62’ Novellino 85’ | Marcatori | 42’ Fanna 59’ Oddi 74’ Penzo |

| Arbitro: | Menegali (Roma) |

|                     |           |                     |
| Penzo 12’ Fanna 65’ | Marcatori | 18’ Uribe 74’ Piras |

| Arbitro: | Lo Bello (Siracusa) |

|         |           |             |
| Pin 81’ | Marcatori | 20’ Volpati |

| Arbitro: | Altobelli (Roma) |

|              |           |  |
| Sacchetti 6’ | Marcatori |  |

| Arbitro: | Ballerini (La Spezia) |

|                  |           |               |
| Penzo 69’ (rig.) | Marcatori | 69’ Schachner |

| Arbitro: | Menicucci (Firenze) |

|                   |           |                |
| C. Pellegrini 60’ | Marcatori | 15’, 52’ Fanna |

| Arbitro: | Mattei (Macerata) |

|          |           |            |
| Penzo 1’ | Marcatori | 62’ Renica |

#### Girone di ritorno
| Arbitro: | D'Elia (Salerno) |

|             |           |             |
| Bergomi 80’ | Marcatori | 9’ Guidetti |

| Arbitro: | Bergamo (Livorno) |

|           |           |           |
| Penzo 28’ | Marcatori | 26’ Iorio |

| Torino 30 gennaio 1983 18ª giornata | Juventus            | 0 – 0 | Verona | Stadio Comunale\| Arbitro: \| Lo Bello (Siracusa) \| |
| Arbitro:                            | Lo Bello (Siracusa) |       |        |                                                      |

| Arbitro: | Redini (Pisa) |

|                               |           |                              |
| Benedetti 55’ (aut.) Oddi 84’ | Marcatori | 18’ Briaschi 51’ (aut.) Oddi |

| Arbitro: | Mattei (Macerata) |

|                           |           |  |
| Osti 5’ Bergossi 47’, 60’ | Marcatori |  |

| Arbitro: | Angelelli (Terni) |

|                     |           |                   |
| Penzo 19’ Fanna 65’ | Marcatori | 79’ (rig.) Casale |

| Arbitro: | Bianciardi (Siena) |

|                           |           |           |
| Trombetta 58’ Mariani 83’ | Marcatori | 67’ Penzo |

| Verona 13 marzo 1983 23ª giornata | Verona           | 0 – 0 | Udinese | Stadio Marcantonio Bentegodi\| Arbitro: \| Vitali (Bologna) \| |
| Arbitro:                          | Vitali (Bologna) |       |         |                                                                |

| Arbitro: | Pairetto (Torino) |

|                         |           |           |
| Penzo 31’ Sacchetti 80’ | Marcatori | 46’ Greco |

| Arbitro: | Paparesta (Bari) |

|                          |           |            |
| Quagliozzi 26’ Piras 64’ | Marcatori | 13’ Dirceu |

| Arbitro: | Benedetti (Roma) |

|  |           |                |
|  | Marcatori | 13’ D. Bertoni |

| Arbitro: | Angelelli (Terni) |

|                   |           |             |
| Van de Korput 55’ | Marcatori | 11’ Volpati |

| Arbitro: | Menegali (Roma) |

|             |           |                            |
| Garlini 74’ | Marcatori | 24’ Fanna 67’ (rig.) Penzo |

| Verona 8 maggio 1983 29ª giornata | Verona              | 0 – 0 | Napoli | Stadio Marcantonio Bentegodi\| Arbitro: \| Lo Bello (Siracusa) \| |
| Arbitro:                          | Lo Bello (Siracusa) |       |        |                                                                   |

| Arbitro: | Magni (Bergamo) |

|                            |           |                       |
| Casagrande 52’ Francis 59’ | Marcatori | 60’, 86’ (rig.) Penzo |

### Coppa Italia

#### Primo turno
| Arbitro: | Pezzella (Frattamaggiore) |

|  |           |                                  |
|  | Marcatori | 34’ L. Marangon 71’ (rig.) Penzo |

| Arbitro: | Leni (Perugia) |

|                |           |  |
| Di Gennaro 49’ | Marcatori |  |

| Arbitro: | Lo Bello (Siracusa) |

|           |           |            |
| Soldà 49’ | Marcatori | 15’ Dirceu |

| Arbitro: | D'Elia (Salerno) |

|  |           |                                             |
|  | Marcatori | 43’, 63’, 83’ Pruzzo 45’ Iorio 87’ Prohaska |

| Arbitro: | Menicucci (Firenze) |

|  |           |                      |
|  | Marcatori | 40’ (aut.) Borriello |

#### Fase finale
| Arbitro: | Esposito (Torre del Greco) |

|                                                          |           |  |
| Di Gennaro 4’ Sella 18’ Penzo 53’, 62’ (rig.) Dirceu 67’ | Marcatori |  |

| Ascoli Piceno 17 aprile 1983 Ottavi di finale - Ritorno | Ascoli          | 0 – 0 | Verona | Stadio Cino e Lillo Del Duca\| Arbitro: \| Magni (Bergamo) \| |
| Arbitro:                                                | Magni (Bergamo) |       |        |                                                               |

| Arbitro: | Menicucci (Firenze) |

|                      |           |                           |
| Penzo 5’ Volpati 58’ | Marcatori | 37’ Battistini 53’ Serena |

| Arbitro: | Mattei (Macerata) |

|                                             |           |                                   |
| F. Baresi 12’ (rig.) Jordan 54’ Damiani 78’ | Marcatori | 41’ Tricella 62’ Dirceu 89’ Penzo |

| Arbitro: | Bergamo (Livorno) |

|  |           |               |
|  | Marcatori | 39’ Hernández |

| Arbitro: | D'Elia (Salerno) |

|              |           |                       |
| Selvaggi 14’ | Marcatori | 19’ Volpati 77’ Penzo |

| Arbitro: | Lo Bello (Siracusa) |

|                       |           |  |
| Penzo 44’ Volpati 51’ | Marcatori |  |

| Arbitro: | Longhi (Roma) |

|                            |           |  |
| Rossi 8’ Platini 81’, 119’ | Marcatori |  |

### Coppa Mitropa
| Arbitro: | Vlajić |

|                                       |           |  |
| Šimček 2’, 59’ Berešík 23’ Mintál 34’ | Marcatori |  |

| Arbitro: | Kuti |

|             |           |               |
| Manueli 49’ | Marcatori | 9’ Lacmanović |

| Arbitro: | Glazar |

|             |           |  |
| Komjáti 57’ | Marcatori |  |

| Arbitro: | Fahnler |

|                   |           |           |
| Dirceu 74’ (rig.) | Marcatori | 35’ Goffa |

| Arbitro: | Řezníček |

|                                   |           |                       |
| Bulatović 5’, 18’, 50’ Bursać 52’ | Marcatori | 14’ Spinosi 26’ Sella |

| Arbitro: | Waurer |

|             |           |                     |
| Spinosi 50’ | Marcatori | 27’ Váradi 67’ Kiss |

## Statistiche

### Statistiche di squadra
| Competizione  | Punti | In casa | In casa | In casa | In casa | In casa | In casa | In trasferta | In trasferta | In trasferta | In trasferta | In trasferta | In trasferta | Totale | Totale | Totale | Totale | Totale | Totale | DR |
| Competizione  | Punti | G       | V       | N       | P       | Gf      | Gs      | G            | V            | N            | P            | Gf           | Gs           | G      | V      | N      | P      | Gf     | Gs     | DR |
| ------------- | ----- | ------- | ------- | ------- | ------- | ------- | ------- | ------------ | ------------ | ------------ | ------------ | ------------ | ------------ | ------ | ------ | ------ | ------ | ------ | ------ | -- |
| Serie A       | 35    | 15      | 6       | 7       | 2       | 21      | 14      | 15           | 5            | 6            | 4            | 16           | 17           | 30     | 11     | 13     | 6      | 37     | 31     | +6 |
| Coppa Italia  |       | 6       | 3       | 1       | 2       | 10      | 8       | 7            | 3            | 3            | 1            | 9            | 8            | 13     | 6      | 4      | 3      | 19     | 16     | +3 |
| Coppa Mitropa |       | 3       | 0       | 2       | 1       | 3       | 4       | 3            | 0            | 0            | 3            | 2            | 9            | 6      | 0      | 2      | 4      | 5      | 13     | -8 |
| Totale        |       | 24      | 9       | 10      | 5       | 34      | 26      | 25           | 8            | 9            | 8            | 27           | 34           | 49     | 17     | 19     | 13     | 61     | 60     | +1 |

### Statistiche dei giocatori
Fonte:
| Giocatore       | Serie A  | Serie A | Serie A     | Serie A    | Coppa Italia | Coppa Italia | Coppa Italia | Coppa Italia | Coppa Mitropa | Coppa Mitropa | Coppa Mitropa | Coppa Mitropa | Totale   | Totale | Totale      | Totale     |
| Giocatore       | Presenze | Reti    | Ammonizioni | Espulsioni | Presenze     | Reti         | Ammonizioni  | Espulsioni   | Presenze      | Reti          | Ammonizioni   | Espulsioni    | Presenze | Reti   | Ammonizioni | Espulsioni |
| --------------- | -------- | ------- | ----------- | ---------- | ------------ | ------------ | ------------ | ------------ | ------------- | ------------- | ------------- | ------------- | -------- | ------ | ----------- | ---------- |
| D. Castagna     | -        | -       | -           | -          | 2            | 0            | ?            | ?            | -             | -             | -             | -             | 2        | 0      | 0+          | 0+         |
| A. Di Gennaro   | 26       | 1       | ?           | ?          | 13           | 2            | ?            | ?            | 4             | 0             | ?             | ?             | 43       | 3      | ?           | ?          |
| Dirceu          | 29       | 2       | ?           | ?          | 13           | 3            | ?            | ?            | 5             | 1             | ?             | ?             | 47       | 6      | ?           | ?          |
| P. Fanna        | 28       | 7       | ?           | ?          | 10           | 0            | ?            | ?            | 5             | 0             | ?             | ?             | 43       | 7      | ?           | ?          |
| A. Fedele       | 12       | 0       | ?           | ?          | 8            | 0            | ?            | ?            | 5             | 0             | ?             | ?             | 25       | 0      | ?           | ?          |
| F. Fiorio       | 1        | 0       | ?           | ?          | 1            | 0            | ?            | ?            | 2             | 0             | ?             | ?             | 4        | 0      | ?           | ?          |
| C. Garella      | 29       | -30     | ?           | ?          | 12           | -16          | ?            | ?            | -             | -             | -             | -             | 41       | -46    | 0+          | 0+         |
| M. Gibellini    | 7        | 1       | ?           | ?          | 5            | 0            | ?            | ?            | 1             | 0             | ?             | ?             | 13       | 1      | ?           | ?          |
| M. Guidetti     | 8        | 1       | ?           | ?          | 8            | 0            | ?            | ?            | -             | -             | -             | -             | 16       | 1      | 0+          | 0+         |
| L. Manueli      | 10       | 0       | ?           | ?          | 9            | 0            | ?            | ?            | 6             | 1             | ?             | ?             | 25       | 1      | ?           | ?          |
| L. Marangon (I) | 26       | 0       | ?           | ?          | 13           | 1            | ?            | ?            | 3             | 0             | ?             | ?             | 42       | 1      | ?           | ?          |
| E. Oddi         | 29       | 2       | ?           | ?          | 10           | 0            | ?            | ?            | 5             | 0             | ?             | ?             | 44       | 2      | ?           | ?          |
| D. Penzo        | 29       | 15      | ?           | ?          | 13           | 7            | ?            | ?            | 5             | 0             | ?             | ?             | 47       | 22     | ?           | ?          |
| R. Quarella     | -        | -       | -           | -          | -            | -            | -            | -            | 1             | 0             | ?             | ?             | 1        | 0      | 0+          | 0+         |
| L. Sacchetti    | 28       | 2       | ?           | ?          | 11           | 0            | ?            | ?            | 5             | 0             | ?             | ?             | 44       | 2      | ?           | ?          |
| E. Sella        | 13       | 0       | ?           | ?          | 7            | 1            | ?            | ?            | 5             | 1             | ?             | ?             | 25       | 2      | ?           | ?          |
| N. Silvestrini  | -        | -       | -           | -          | 1            | 0            | ?            | ?            | 1             | 0             | ?             | ?             | 2        | 0      | 0+          | 0+         |
| L. Spinosi      | 30       | 0       | ?           | ?          | 6            | 0            | ?            | ?            | 4             | 2             | ?             | ?             | 40       | 2      | ?           | ?          |
| F. Tommasi      | -        | -       | -           | -          | -            | -            | -            | -            | 3             | 0             | ?             | ?             | 3        | 0      | 0+          | 0+         |
| A. Torresin     | 1        | -1      | ?           | ?          | 1            | 0            | ?            | ?            | 6             | -13           | ?             | ?             | 8        | -14    | ?           | ?          |
| R. Tricella     | 30       | 1       | ?           | ?          | 12           | 1            | ?            | ?            | 5             | 0             | ?             | ?             | 47       | 2      | ?           | ?          |
| D. Volpati      | 30       | 3       | ?           | ?          | 12           | 3            | ?            | ?            | 5             | 0             | ?             | ?             | 47       | 6      | ?           | ?          |
| W. Żmuda        | 2        | 0       | ?           | ?          | -            | -            | -            | -            | 1             | 0             | ?             | ?             | 3        | 0      | 0+          | 0+         |